# Коппалозерская
Коппалозерская — бывшая деревня в Пудожском районе Карельской АССР РСФСР. Располагалась на южном берегу Копполозера. Ныне урочище Копполозеро

## Сведения
Согласно «Списку населенных мест Олонецкой губернии», деревня в составе Бураковского общества Авдеевской волости Пудожского уезда Олонецкой губернии, расстояние от уездного города и почтового отделения — 60 верст, от волостного правления — 21 верста, от пароходной пристани — 75 верст.

Население состояло из 56 крестьян: мужского пола было 29, женского — 27. Семей 7, дворов — 7.

Имевшийся скот: 10 лошадей, 25 коров и 24 головы прочего скота.

## Источник
- Список населенных мест Олонецкой губернии https://www.prlib.ru/item/370962